# Бильтой-Юрт
Бильтой-Юрт (рос. Бильтой-Юрт) — село у Гудермеському районі Чечні Російської Федерації.
Населення становить 2078 осіб (2019). Входить до складу муніципального утворення Більтой-Юртовське сільське поселення.

## Історія
Згідно із законом від 27 лютого 2009 року органом місцевого самоврядування є Більтой-Юртовське сільське поселення.

## Населення
| 1990  | 2002  | 2010  | 2012  | 2013  | 2014  | 2015  |
| ----- | ----- | ----- | ----- | ----- | ----- | ----- |
| 206   | ↗1149 | ↗1872 | ↗1946 | ↗1972 | ↗1980 | ↗2014 |
| 2016  | 2017  | 2018  | 2019  |       |       |       |
| ↗2029 | ↗2045 | ↗2065 | ↗2078 |       |       |       |